# 인격부정발언
인격부정발언(일본어: 人格否定発言 じんかくひていはつげん[*])은 2004년 5월 10일, 일본의 당시 왕세자(고타이시) 나루히토 친왕(徳仁親王, 2019년 5월부터 국왕 즉위)이 유럽 순방 전의 기자회견에서 당시 왕세자빈(고타이시히) 마사코(雅子, 2019년 5월부터 왕후)에 관해 언급한 발언이다. 왕세자(고타이시)였던 나루히토의 칭호를 따서 히로노미야의 난(浩宮の乱, ひろのみやのらん)이라고도 불린다.

## 개설
나루히토 당시 왕세자(고타이시)가 유럽 순방 전의 기자회견에서 「이제까지의 마사코의 커리어나 그에 토대하는 마사코의 인격을 부정하는 듯한 움직임이 있었던 것도 사실입니다」(それまでの雅子のキャリアや、そのことに基づいた雅子の人格を否定するような動きがあったことも事実です)라고 발언하였다. 당시 외무성 출신으로 국제파로 평가되고 있던 마사코 당시 왕세자빈(고타이시히)과 보수적인 일본 궁내청 사이에 알력이 있었음을 시사하는 발언이 누구도 아닌 왕세자(고타이시) 나루히토 본인의 입에서 나왔다는 것에 일본 정부나 국민들이 받은 충격은 컸으며, 안팎으로 미디어에서도 센세이션을 불러 일으켰다.
2004년 당시에는 일본 왕실 전체에서 왕족 남성이 40년 가까이 태어나지 않고 있었던 점이나, 왕족 남성이 태어나지 않는 상황에서 왕세자(고타이시) 가문도 후사 생산에 대한 압박이 가해지고 있던 점, 왕세자빈(고타이시히)의 해외 순방이 제한되고 있던 점 등이 주목되었다.
이 발언을 계기로 일본 왕실의 본연의 자세에 대해서 일본 내에서 국민적 논란이 일었다.

## 경위
- 2004년 5월 10일 - 일본 왕실의 결혼식 참례 등에서의 유럽 3개 국 순방을 앞두고 있던 나루히토 당시 왕세자(고타이시)의 기자회견에서 발언[4]
  - 요양을 위해 동행하지 않는 마사코 당시 왕세자빈(고타이시히)에 관하여
    - 「이번 방문이 마사코에게도 귀중한 기회였습니다만, 그것을 놓치게 되어 유감스럽게 생각합니다. 저도 출발할 때 발이 좀처럼 떨어지지 않을 듯합니다.」(今回の訪問が雅子にとっても貴重な機会だったのですが、それが失われ残念に思います。私も出発に際し、後ろ髪を引かれる思いです)
    - 「꼭 함께 갈 것으로 생각하고 있었습니다만, 건강 회복이 충분하지 않아서, 의사와 상담한 후에 단독으로 가기로 하였습니다. 마사코도 진심으로 유감스럽게 생각하고 있습니다.」(ぜひ2人でと考えておりましたが、健康回復が十分でなく、医師とも相談したうえで単独となりました。雅子も心底残念に思っています)

  - 결혼 후의 왕세자빈(고타이시히) 마사코의 심정에 관하여
    - 「외교관으로서의 일을 그만두고 왕실로 들어와, 국제친선이나 왕세자빈(고타이시히)의 막중한 임무를 생각하면서도, 외교 방문이 외국 방문이 좀처럼 허락되지 않았던 것에 대해 매우 고생하고 있었습니다. 마사코의 커리어와 그에 근거한 마사코의 인격을 부정하는 움직임이 있었던 것도 사실입니다」(外交官の仕事を断念して皇室に入り、国際親善が皇太子妃の大切な役目と思いながらも、外国訪問がなかなか許されなかったことに大変苦労していました。雅子のキャリアや、そのことに基づいた雅子の人格を否定するような動きがあったことも事実です)

  - 커리어나 인격을 부정하는 움직임에 대한 상세
    - 「자세한 것은 다루지 않겠습니다. 오랜 기간 외국 방문을 할 수 없었던 점에 대해서 마사코도 저도 고민하고 있었다는 것을 전해드리고자 했을 뿐입니다.」(細かいことは控えたい。なかなか外国訪問ができなかったことを、雅子も私もとても悩んだということをお伝えしようと思います。)
- 2004년 5월 18일 - 하게타 신고(羽毛田信吾) 궁내청 차장(宮内庁次長)의 정례회견
  - 시종장(侍従長)을 통한 일왕(덴노)의 의견
    - 「사회적 영향이 큰 발언인데 거듭(나루히토 당시 왕세자로부터의) 구체적인 내용 설명이 없이는 국민들도 염려하게 될 것이다」(社会的影響の大きい発言で、改めて（皇太子から）具体的内容が説明されなければ、国民も心配しているだろう)
- 2004년 6월 8일 - 유아사 도시오(湯浅利夫) 궁내청 장관(宮内庁長官)의 정례회견을 통한 나루히토 당시 왕세자(고타이시)의 인격부정발언에 관한 문서 발표
  - 커리어나 인격을 부정하는 움직임에 대한 상세한 보충 설명
    - 「대상을 특정지어서 공표하는 것이 유익하다고 생각되지 않으며, 지금 여기서는 세세한 것에 대한 언급은 삼가겠습니다.」(対象を特定して公表することが有益とは思いませんし、今ここで細かいことを言うことは差し控えたいと思います)
    - 「개개의 움직임을 비판하는 것이 아니라, 현상에 대해 여러분이 알아주셨으면 해서 한 것입니다」(個々の動きを批判するつもりはなく、現状について皆さんにわかっていただきたいと思ってしたものです)

  - 왕세자(고타이시) 부부가 이제까지 직면해 왔던 상황에 관한 설명
    - 「기자 회견 이후, 지금까지 외국 방문을 할 수 없는 상태가 계속되어 온 것이나, 이른바 계승 문제에 대해 과도하게 시선이 주목되어 있는 것처럼 느껴집니다. 그러나, 물론 그것만이 아니고, 전통이나 관례, 압박에 대한 대응 등 왕실의 환경에 적응하려고 해 온 과정에서도, 대단한 노력이 필요했습니다.」(記者会見以降、これまで外国訪問ができない状態が続いていたことや、いわゆるお世継ぎ問題について過度に注目が集まっているように感じます。しかし、もちろんそれだけではなく、伝統やしきたり、プレスへの対応等々、皇室の環境に適応しようとしてきた過程でも、大変な努力が必要でした。)

  - 오늘 이후의 왕세자(고타이시) 부부에 관한 설명
    - 「저는 앞으로 마사코는 본래의 자신감과 생생한 활력을 가지고 그 경력을 충분히 살리고 새로운 시대를 반영한 활동을 수행했으면 좋겠다고 생각하고 있으며, 그러한 환경을 만드는 것이 가장 중요하다고 생각하고 있습니다.」(私は、これから雅子には、本来の自信と、生き生きとした活力を持って、その経歴を十分に生かし、新しい時代を反映した活動を行ってほしいと思っていますし、そのような環境づくりが一番大切と考えています。)
    - 「향후, 마사코 본인도 기력과 체력을 충실시켜, 본래의 건강한 자신을 되찾은 다음, 공무에 복귀하는 것을 진심으로 희망하고 있는 것입니다. 마사코의 복귀를 위해서는, 여러 가지 궁리나 방책도 필요하다고 생각하며, 공무의 본연의 자세를 포함해 궁내청과도 잘 의논해 나가고 싶습니다. (중략) 마사코가 빨리 건강을 회복해, 복귀할 수 있도록, 나 자신도 전력을 다해 지탱해 갈 생각입니다.」(今後、雅子本人も気力と体力を充実させ、本来の元気な自分を取り戻した上で、公務へ復帰することを心から希望しているということです。雅子の復帰のためには、いろいろな工夫や方策も必要と考えますし、公務のあり方も含めて宮内庁ともよく話し合っていきたいと思っています。.... 雅子が早く健康を回復し、復帰できるよう、私自身も全力で支えていくつもりです。)

  - 발언 이후의 일본 국내에의 영향에 관한 설명
    - 「결과적으로 일왕(덴노)과 왕후(고고) 두 분 마마(헤이카)를 비롯해서 심려를 끼치게 된 것에 대해서 매우 가슴이 아픕니다.」(結果として、天皇皇后両陛下はじめ、ご心配をおかけしてしまったことについては心が痛みます。)
- 2004년 11월 29일 - 왕세자(고타이시)의 동생인 왕자(신노) 아키시노노미야 후미히토(秋篠宮文仁)의 기자회견
  - 왕세자(고타이시)의 인격 부정 발언에 관한 의견
    - 「기자 회견장에서 발언하기 전에 적어도 마마(헤이카)와 내용에 대해 이야기를 하고, 그 후의 이야기가 되어야 하지 않을까 생각합니다.」(記者会見という場で発言する前に、せめて陛下と内容について話をして、そのうえでの話であるべきではなかったかと思っております)

  - 시대에 맞춘 새로운 공무에 관한 의견
    - 「나 개인으로서는 자신을 위한 공무는 만들지 않는다. 공무는 상당히 수동적인 것이라고 생각합니다」(私個人としては自分のための公務はつくらない。公務は、かなり受け身的なものと考えています)
    - 「의뢰를 받고, 의의가 있는 일이라면 그 의무를 한다. 제 자신이 그렇게 생각하고 지금까지 계속 오고 있습니다.」(依頼を受けて、意義のあることであればその務めをする。私自身はそう考えて今までずっと来ています)
- 2004년 12월 23일 - 궁내기자회(宮内記者会)의 질문에 대한 일왕(덴노)의 문서 발표
  - 왕세자(고타이시)의 발언에 관한 의견
    - 「처음 듣는 내용으로 매우 놀랐고, 「움직임」이라고 하는 무거운 말을 수반한 발언이었기 때문에 국민에게 설명을 요구했습니다.」(初めて聞く内容で大変驚き、『動き』という重い言葉を伴った発言であったため国民への説明を求めました)
    - 「왕세자(고타이시) 부부의 독립성을 중시해 온 것이 여러 가지 문제를 깨닫지 못하는 요인을 만들고 있었다면 매우 유감입니다.」(皇太子夫妻の独立性を重んじてきたことが、様々な問題に気が付くことのできない要因を作っていたのだとすれば大変残念です。)
    - 「아직 제가 충분히 이해할 수 없는 부분이 있어서, 세세한 언급은 자제했으면 합니다.」(まだ私に十分に理解しきれぬところがあり、細かい言及は控えたいと思います。)
- 2005년 2월 23일 - 나루히토 당시 왕세자(고타이시)의 기자회견
  - 아키히토 당시 일왕(덴노)이나 아키시노노미야 후미히토 왕자(신노)의 발언에 관한 의견
    - 「사람마다 생각은 다르고, 또 어느 가정에서도 마찬가지로 세대 간에 사고방식의 차이는 있다고 생각합니다. 그러나, 그러한 것은 대화를 계속함으로써, 저절로 이해가 깊어질 것이라고 생각합니다. 공무에 대해서는 나중에 이야기하게 되겠지만, 국민의 행복을 바라고 국민을 위해 무엇을 할 수 있을까를 생각하고 그것을 실천해 나가려는 것에 있어서는 마마(헤이카)의 생각이나 아키시노노미야의 생각이나 제 생각도 같다고 생각합니다.」(人それぞれに考え方は異なりますし、また、どこの家庭でも同じように、世代間に考え方の相違はあると思います。しかし、そういったことは話し合いを続けることによって、おのずと理解が深まるものと考えます。公務については後でもお話しすることになるかと思いますが、国民の幸せを願って、国民のために何ができるかを考え、それを実践していこうとすることにおいては、陛下のお考えも、秋篠宮の考えも、私の考えも同じだと思います)

  - 왕위 계승 문제에 관한 의견
    - 「저로서는 후사 문제도 포함하여 코멘트는 삼가겠습니다」(私としては、お世継ぎ問題も含めて、コメントは差し控えさせていただきます)

  - 왕위 계승 문제 논의에 수반하여 공주(나이신노) 도시노미야 아이코(敬宮愛子)의 양육 방침에 관한 의견
    - 「아이코 양육방침인데, 아이코는 어떠한 입장이든 장래가 되든 한 인간으로서 훌륭하게 자라길 바라고 있습니다.」(愛子の養育方針ですが、愛子にはどのような立場に将来なるにせよ、一人の人間として立派に育ってほしいと願っております)